# Азовое
Азовое (каз. Азовое, до 199? г. — Азовское) — село в Уланском районе Восточно-Казахстанской области Казахстана. Входит в состав Азовского сельского округа. Код КАТО — 636235180.

## Население
В 1999 году население села составляло 198 человек (98 мужчин и 100 женщин). По данным переписи 2009 года, в селе проживало 215 человек (106 мужчин и 109 женщин).